# شهرستان گناوه
شهرستان گناوه یکی از شهرستان‌های استان بوشهر است. مرکز این شهرستان بندر گناوه است.

## تقسیمات کشوری
این شهرستان دارای ۲ بخش ۲ دهستان و ۲ شهر با ۵۱ آبادی است.
- بخش مرکزی شهرستان گناوه
  - دهستان حیات داوود

شهرها: بندر گناوه
- بخش ریگ
  - دهستان رودحله

شهرها: بندر ریگ

## موقعیت و مشخصات
شهرستان گناوه با مساحتی حدود ۱۸۳٫۷ کیلومترمربع در ساحل شمالی خلیج فارس قرار دارد. این شهرستان از شمال غربی به شهرستان دیلم، از شمال شرقی به استان فارس، از مشرق به شهرستان دشتستان، از جنوب به شهرستان بوشهر و از مغرب به خلیج فارس منتهی می‌شود.

## جمعیت
جمعیت آن بر اساس سرشماری نفوس مسکن که در اوایل مهر ۱۳۹۵ انجام شد ۱۰۲ هزار و ۴۸۴ نفر اعلام شد.

## مردم
اکثریت منابع شهر گناوه را لرنشین و آنجا را محل سکونت فعلی و مرکز مهم طوایف طایفه لر حیات داوودی دانسته، و زبان مردم گناوه را لری جنوبی (با لهجه حیات داوودی) می‌دانند.
منبعی دیگر و گویش گناوه‌ای را فارسی محلی آمیخته به لری می‌دانند. از جمله؛ وبگاه وزارت فرهنگ و ارشاد اسلامی گناوه: «زبان گناوه‌ای فارسی با لهجه محلی (بندری یا جنوبی)، آمیزه‌ای از گویش‌های لری و سیوندی به اضافه تعداد زیادی از کلمات بیگانه انگلیسی، پرتغالی و غربی است.»همین منبع در جایی دیگر گویش مردم گناوه را لری ذکر می‌کند.
وزارت اطلاعات گویش مردم گناوه را لری ذکر می‌کند.رضا دشتی: «زبان گناوه‌ای آمیزه‌ای از گویش‌های لری و بعضی کلمات بیگانه و غربی است.» غلامرضا_کریمی‌فرد: «در گویش گناوه‌ای بسیاری از کلمات آن براساس گویش لری عیناً یا با قدری تفاوت در ساختار یا لهجه کاربرد دارد.» حسین جلالپور: «گویش گناوه‌ای برگرفته از گویش لری است اما با لهجه‌ای کاملاً متفاوت.» غلامحسین_دریانورد: «لهجه سرخوری گناوه گونه‌ای از گویش گناوه‌ای لری و زیرمجموعهٔ زبان فارسی متمایل به لری است.» وبگاه لرنما (ایل مئیوند): «مردم گناوه لری را با لهجه_گناوه‌ای تکلم می‌کنند.»

## طبیعت
شهرستان گناوه جلگه‌ای خشک و بیابانی است و ارتفاعاتی در شمال و شمال غربی دارد.
رودخانه حله از محل درودگاه با تلاقی دو رود دالکی و شاپور پس از عبور از جنوب شهرستان گناوه (دهستان حله) به خلیج فارس می‌ریزد.
رودخانه شور از ارتفاعات گچ‌ترش و کلاه‌فرنگی سرچشمه گرفته و از حد فاصل دهستان حیات داوود و شبانکاره گذشته و در خور مزین وارد خلیج فارس می‌شود. هر دو رود غیرفصلی، دیمی و شور می‌باشند.

## اقتصاد
پایه اقتصاد مردم گناوه و به خصوص شهر گناوه بر اساس تجارت با کشورهای حاشیه خلیج فارس و به ویژه امارات است که عمده ساکنان شهر گناوه اقتصاد خود را از این راه امرار معاش می‌کنند.
از لحاظ امکانات اقتصادی شهرستان گناوه می‌توان از شهرک صنعتی بندر ریگ که در ابتدای سه راهی بندر ریگ واقع شده نام برد. در این شهرک کارخانجاتی چون شرکت تعاونی تولید ظروف یک بار مصرف، تولید جداره‌های کاذب که در صنعت ساختمان‌سازی و همچنین تولید ظروف نشا برای کاشت و تولید نشا یا نهال که در زمینه کشاورزی کاربرد دارد، نام برد؛ و نیز شرکت تولید و شیرهٔ خرما، شرکت تعاونی تولیدی فخرآوران برلی تولید انواع بستنی و ژل‌های خوراکی، تعاونی تولیدی سیم و کابل از جمله فعالیت‌های تولید در این شهرک می‌باشند. ضمناً شهرستان گناوه دارای یک کارخانه تولید شیر و فرآورده‌های لبنی با نام تجاری «طوفان» که در ۲ کیلومتری جاده گناوه-گچساران واقع شده‌است و همچنین کارخانه شیر خلیج فارس که شامل فراورده‌های شیر ۳۰۰۰ تن، ماست ۲۰۰ تن و دوغ ۲۰۰۰ تن در سال می‌باشد و شهرهای گناوه، دیلم و ریگ را تأمین می‌کند.
همچنین این شهرستان دارای یک کارخانه تولید آسفالت واقع در ۲۰ کیلومتر شهر گناوه و بالاتر از روستای پوز گاه واقع شده‌است. از دیگر امکانات اقتصادی شهرستان گناوه پرورش میگو است که به صورت پیشرفته در این شهرستان انجام می‌شود به‌طوری‌که گناوه از مقام بالایی در پرورش میگو در سطح کشوری است.

## کشاورزی
در زمینه کشاورزی هم این شهرستان دارای ۱۱ مرغداری می‌باشد که اکثر آن‌ها در قالب شرکت‌های تعاونی کشت و صنعت به فعالیت پرداخته‌اند.
از لحاظ تولید دام و دامپروری به آب وهای گرم و مرطوب در بندر گناوه یا روستاها و شهرهای توابع آن کمتر در این زمینه پرداخته شده‌است. در حال حاضر حدود ۴ گاوداری در شهرستان آن هم به‌طور سنتی فعالیت دارند که می‌توان به گاوداری که واقع در صحرای شهر بندر ریگ و دیگری واقع در روستای چهار روستایی قرار دارند نام برد.
اگر به صید و صیادی در شهرستان گناوه نگاهی بیندازیم می‌بینیم که هنوز فعالیت‌های این حوزه به شکل سنتی یعنی با استفاده از وسایل عمدتاً «تور و گرگور» به صید پرداخته می‌شود.

## بازار
با توجه به فاصلهٔ نزدیک ان به خلیج فارس، بازارهای گناوه از اجناس خارجی مملوء هستند و دو بازار معروف این شهر سیف و ناخدا حمزه است که با استفاده از ته لنجی تغذیه می‌شوند.

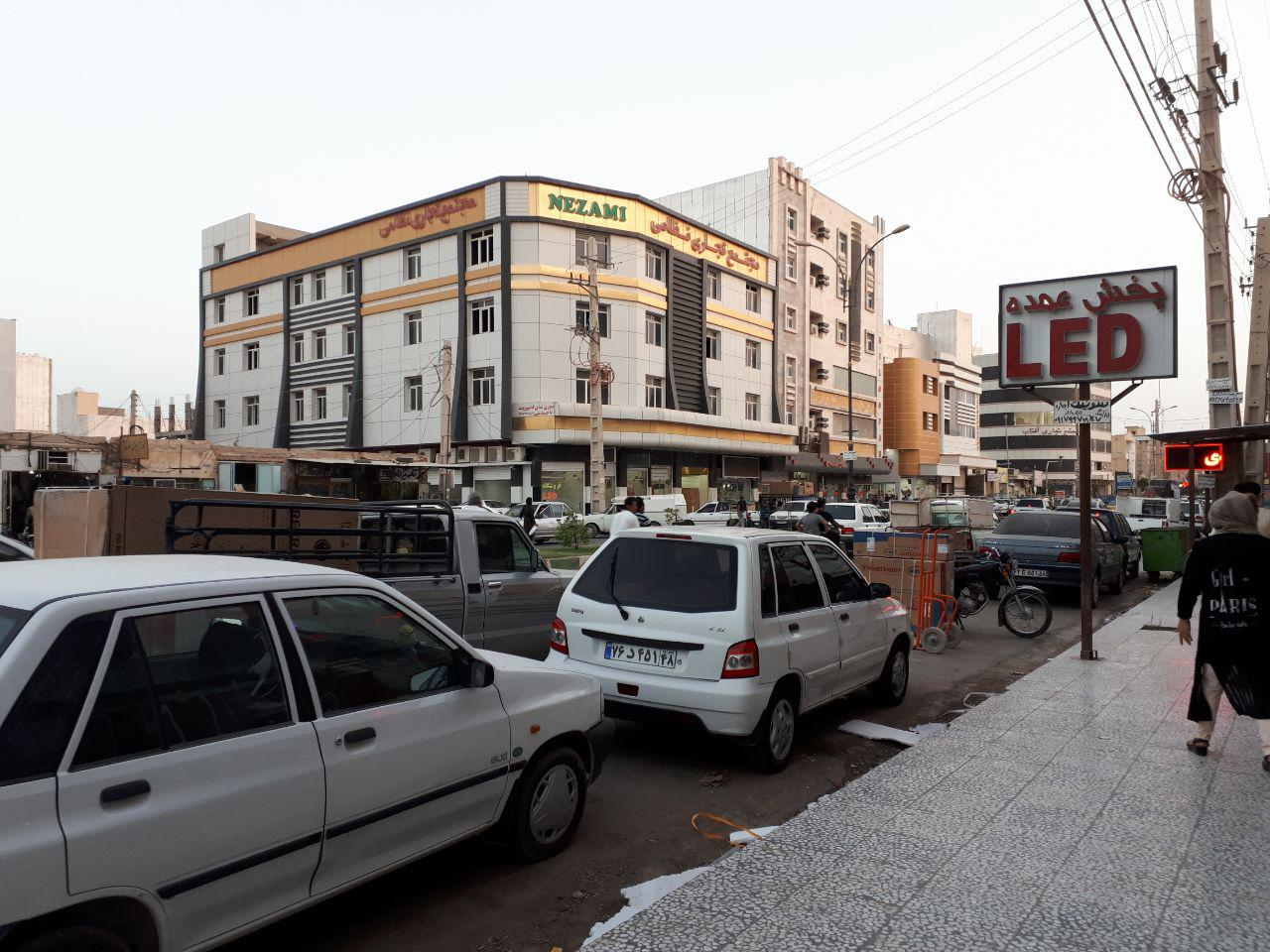
تصویری از بازار گناوه

## روستاها به تفکیک بخش و دهستان
بخش مرکزی
دهستان حیات داوود:
اسلام‌آباد •  بهمنیاری شرقی •  بهمنیاری غربی •  تاج‌ملکی •  تل‌برج •  مال محمدعبدالعلی •  چشمه •  شول •  کلر •  کمالی •  احمدحسین •  بقعه •  تل تل •  چاه بردی •  چم شهاب •  فخرآوری •  گمارون •  گنجشکی •  عباسی •  گشویی •  محمدصالحی •  میلک •  بینک •  چاه‌شور •  چاهک •  قلعه‌حیدر •  مال‌خلیفه •  سربست •  مال‌قاید
بخش ریگ
دهستان رودحله:
پوزگاه •  جزیره شمالی •  جزیره جنوبی •  چهاربرج •  چهار روستایی •  چهار روستایی •  رودشور •  کدائی •  کوهک کوچک •  گاوسفید بزرگ •  گاوسفید کوچک •  مال محمود •  قلعه‌سرهان •  گوابین •  مجنون •  محمدی •  احشام احمد •  عرش

## بناهای تاریخی شهرستان گناوه
- بناهای تاریخی شهرستان گناوه